# Saint-Georges-le-Gaultier
Saint-Georges-le-Gaultier – miejscowość i gmina we Francji, w regionie Kraj Loary, w departamencie Sarthe.
Według danych na rok 1990 gminę zamieszkiwało 575 osób, a gęstość zaludnienia wynosiła 25 osób/km² (wśród 1504 gmin Kraju Loary, Saint-Georges-le-Gaultier plasuje się na 802. miejscu pod względem liczby ludności, natomiast pod względem powierzchni na miejscu 451.).